# ボイデン天文台
ボイデン天文台（英語: Boyden Observatory）は、南アフリカ共和国フリーステイト州のマンガウングにある天文台。フリーステイト大学によって運営されている。
ボストンの発明家のユーライア・アサートン・ボイデンの遺言によって、天文学のために作られたボイデン基金によってハーバード大学天文台の観測所として1889年にペルー・リマに設立されたが、1890年10月により条件のよいアレキパに移設された。1899年、ウィリアム・ヘンリー・ピッカリングはボイデン天文台の望遠鏡で撮影された写真の分析から土星の衛星、フェーベを発見した。
1927年によりよい気象条件の南アフリカ連邦（現・南アフリカ共和国）に移設された。1927年から1951年の間はギリシャ出身のジョン・パラスケボポウロスが所長を務めた 。
1.5mのUFS-Boyden Rockefeller反射望遠鏡や100年以上使用されているアルヴァン・クラークの33インチ屈折望遠鏡、メトカーフ・トリプレット望遠鏡などが設置されている。4個の小惑星を発見している。